# Neoechinorhynchus (Neoechinorhynchus) agilis
Neoechinorhynchus (Neoechinorhynchus) agilis is een soort haakworm uit het geslacht Neoechinorhynchus. De worm behoort tot de familie Neoechinorhynchidae. Neoechinorhynchus (Hebesoma) agilis werd in 1819 beschreven door Rudolphi als Echinorhynchus agilis.